# Uai Oli
Uai Oli (Uai-Oli, Uaiolo) ist ein osttimoresischer Suco im Verwaltungsamt (Gemeinde Baucau).

## Geographie
Vor der Gebietsreform 2015 hatte Uai Oli eine Fläche von 19,58 km². Nun sind es 14,89 km². Der Suco Uai Oli liegt im Südosten des Verwaltungsamts Venilale. Südlich liegt der Suco Uatu Haco, nördlich die Sucos Uailaha und Bado-Ho’o. Östlich und westlich grenzt Uai Oli an das zur Gemeinde Viqueque gehörende Verwaltungsamt Ossu mit seinen Sucos Builale, Ossu de Cima und Nahareca. Die Nordgrenze von Uai Oli bildet weitgehend der Fluss Buihiu, der in den östlichen Grenzfluss, dem Seiçal mündet. In Uai Oli hat sich ein Fluss durch Kalkstein gegraben und schuf so eine natürliche Brücke (Ponte Natureza), die als heiliger Ort gilt. Beim Weiler Aca Uatu befindet sich der Wasserfall Uaimalimeli (Waimalemeli).
Nördlich des Buihiu liegt als einziger Ort im Suco der Ort Daule. Im Zentrum liegen die anderen größeren Siedlungen des Sucos: Aca Uatu (Acakuata, Acawata), Uatu Missa (Uatumissa, Uato-Missa), Ualae (Uaiae) und Luli Bau. Der Suco verfügt über eine Grundschule, die Escola primaria Uaioli und eine medizinische Station. Der Suco ist von der Außenwelt aus, vor allem in der Regenzeit, schlecht erreichbar. So mussten für die Parlamentswahlen in Osttimor 2007 die Wahlurnen per Hubschrauber zum Wahllokal in der Grundschule gebracht und abgeholt werden.
Im Suco befinden sich die vier Aldeias Aca Uatu (Aca-Uata), Luli Bau, Ualae (Uai-Ae) und Uatu Missa.

## Einwohner
Im Suco leben 1.717 Einwohner (2022), davon sind 900 Männer und 817 Frauen. Im Suco gibt es 325 Haushalte. Über 95 % der Einwohner geben Makasae als ihre Muttersprache an. Nur eine Minderheit spricht als Muttersprache Tetum Prasa.

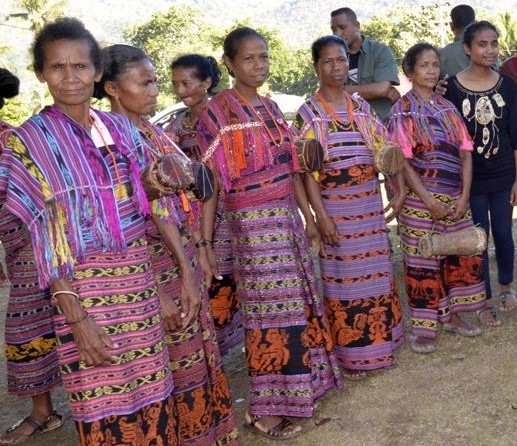
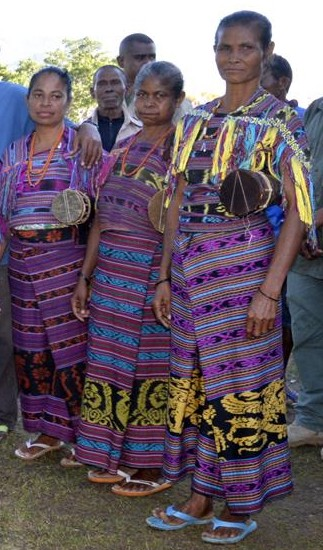

## Politik
Bei den Wahlen von 2004/2005 wurde Leoncio Henrique Guterres zum Chefe de Suco gewählt und 2009 in seinem Amt bestätigt. Bei den Wahlen 2016 gewann Avelino dos Santos und 2023 Doadveno da Cruz Ximenes.
2023 wurden als Chefe de Aldeias gewählt: Domingos do Rego Alves (Aca Uatu), Luís de A. Sarmento (Luli Bau), Adolfino José Guterres (Ualae) und Hermenegildo de A da Costa (Uatu Missa).

## Persönlichkeiten
- Olinda Guterres (* 1955), Politikerin
- Luís Roberto da Silva (* 1977), Politiker